# Nậm Húa
Nậm Húa, còn có tên là Nậm Hóa, Nậm Hua, Nậm Khoai , là một phụ lưu của Sông Mã, chảy qua các tỉnh Sơn La và Điện Biên, Việt Nam .
Sông có chiều dài 83 km và diện tích lưu vực là 1.518 km² .

## Dòng chảy
Nậm Húa khởi nguồn từ mạng sông suối ở huyện Mường Ảng và Tuần Giáo thành hai dòng chính. Hai dòng này hợp lưu ở giữa xã Chiềng Sinh 21°31′3″B 103°21′7″Đ / 21,5175°B 103,35194°Đ.
Sau đó nó chảy uốn lượn qua xã Búng Lao, Mường Bám. Tại đầu xã Mường Bám có dòng Nậm É đổ vào 21°25′54″B 103°25′15″Đ / 21,43167°B 103,42083°Đ. Đến đầu xã Bó Sinh thì đổ vào Sông Mã.

## Thủy điện
- Thủy điện Nậm Hóa 1 công suất 18 MW, trên dòng Nậm Hoá (Nậm Khoai), tại xã Mường Bám, huyện Thuận Châu, hoàn thành 2010 [5].
- Thủy điện Nậm Hóa 2 công suất 8 MW, trên dòng Nậm Hoá (Nậm Khoai), tại xã Mường Bám, huyện Thuận Châu, thi công 2012-2013 [6]. 21°21′21″B 103°24′28″Đ / 21,35583°B 103,40778°Đ

## Chỉ dẫn
1. ↑  Trong tiếng Thái-Tày "Nậm" có nghĩa là nước, sông, suối.